# Lusino (Omsk)
Lusino (russisch Лузино) ist ein Dorf (selo) in der Oblast Omsk (Russland) mit 8964 Einwohnern (Stand 14. Oktober 2010).

## Geographie
Die Siedlung liegt im Westsibirischen Tiefland, gut 20 Kilometer Luftlinie westlich des Zentrums der Millionenstadt Omsk, Verwaltungssitz von Oblast und Rajon.
Lusino gehört zum Rajon Omski und ist Sitz der Landgemeinde Lusinskoje selskoje posselenije, zu der noch die Dörfer Blischnjaja Roschtscha (7 km südwestlich), Petrowka (unmittelbar nördlich anschließend) und Priwetnaja (9 km östlich) sowie die Siedlungen Pjatiletka („Fünfjahrplan“, 7 km westlich) und bei der Bahnstation Lusino (nordöstlich anschließend) gehören.

## Geschichte
1896 wurde an der ursprünglichen, heute südlichen Strecke der Transsibirische Eisenbahn zwischen Tscheljabinsk und Omsk die Bahnstation Lusino eröffnet. Unweit der Station entstand schon bald eine Ortschaft, die 1906 den offiziellen Status eines Dorfes erhielt.
In den 1920er-Jahren entstand der Sowchos Lusinski, der sich in ab den 1930er-Jahren auf die Massenhaltung von Schweinen spezialisierte. In den 1970er-Jahren wurden dieser Wirtschaftszweig sowie die Verarbeitung landwirtschaftlicher Produkte in und um Lusino massiv ausgebaut; dieser Prozess setzte sich gegen die allgemeine Tendenz auch während der Wirtschaftskrise nach dem Zerfall der Sowjetunion fort, was zu einem erheblichen Bevölkerungswachstum durch in der Branche Beschäftigte führte.

### Bevölkerungsentwicklung
| Jahr | Einwohner |
| ---- | --------- |
| 2002 | 10.017    |
| 2010 | 8.964     |

Anmerkung: Volkszählungsdaten

## Wirtschaft und Infrastruktur
Größtes Unternehmen des Ortes ist der Fleischverarbeitungsbetrieb Omski bekon („Omsker Bacon“), der in seiner heutigen Form auf eine Gründung von 1973 zurückgeht und heute zum von Roman Abramowitsch kontrollierten Nahrungsmittelkonzern Prodo Group gehört. Der Betrieb verfügt über einen Bestand von 300.000 Schweinen und produziert jährlich fast 50.000 Tonnen Fleisch (2010). Daneben gibt es weitere Unternehmen der Lebens- und Futtermittelindustrie sowie der Bauwirtschaft.
Bei Lusino liegt eine Station am Südzweig der Transsibirischen Eisenbahn, der Strecke Samara – Tscheljabinsk – Omsk (Streckenkilometer 2874 ab Moskau). Östlich von Lusino in Richtung Omsk schließt der von Jekaterinburg über Tjumen kommende Hauptzweig der Transsib an die Strecke an; dort befindet sich Wchodnaja, einer der größten Rangierbahnhöfe der Westsibirischen Eisenbahn.
Nördlich der Bahnstrecke führt die Fernstraße M51 am Ort vorbei, die ebenfalls Tscheljabinsk und Omsk verbindet, weiter nach Nowosibirsk führt und Teil der transkontinentalen Straßenverbindung ist. Westlich von Lusino zweigt die neue Trasse der M51 ab, die Omsk weiträumig südlich umgeht.